# Scary Kids Scaring Kids
Scary Kids Scaring Kids was een Amerikaanse posthardcore band uit Arizona.

## Bezetting
Laatste bezetting
- Tyson Stevens († 2014) (zang)
- Chad Crawford (leadgitaar, achtergrondzang)
- Steve Kirby (ritmegitaar)
- DJ Wilson (e-basgitaar, achtergrondzang)
- Pouyan Afkari (keyboards)
- Derek Smith (drums)

Voormalige leden
- Peter Costa (drums, 2002–2005)
- Justin Salter (drums, 2005–2007)
- Tanner Wayne (drums, 2009)

Live- en sessieleden
- Eric Jandacek (e-gitaar, 2007)
- Brandon Bolmer (zang, 2009)
- Craig Mabbitt (zang, 2009)
- Vic Fuentes (zang, 2009)
- Cove Reber (zang, 2009)

## Geschiedenis
Scary Kids Scaring Kids werd opgericht door zanger Tyson Stevens, twee gitaristen Chad Crawford, DJ Wilson - die even later overstapten op basgitaar - en Steve Kirby, toetsenist Pouyan Afkari en drummer Peter Costa in 2002 in de stad Gilbert (Arizona). De band bracht in 2003 hun debuut-ep After Dark uit. Op dat moment zaten alle leden van de band nog op de middelbare school. Nadat de band in 2004 door Immortal Records werd gecontracteerd, bracht het label de ep in 2005 weer op de markt. In hetzelfde jaar, op 28 juni 2005, bracht de band hun debuutalbum The City Sleeps in Flames uit, dat tussen februari en maart werd opgenomen met producent Brian McTernan. Het tweede album, genoemd naar de band, volgde op 28 augustus 2007. Het werd opgenomen door Don Gilmore, die al samenwerkte met Dashboard Confessional, Linkin Park en Good Charlotte.
Vanwege haar activiteiten voor de dierenbeschermingsorganisatie PETA ontving Scary Kids Scaring Kids in 2008 een Libby Award in de categorie «Beste Nieuwkomer» voor hun I Am Not a Nugget-campagne tegen Kentucky Fried Chicken. De band verliet Immortal Records om een platencontract te tekenen bij het grote label RCA Records. Tijdens een herfsttournee met Anberlin, Straylight Run en There for Tomorrow maakten de muzikanten bekend dat ze aan hun derde album werkten. Maar het feit dat frontzanger Tyson Stevens tijdens de laatste vier optredens van de Warped Tour van 2009 een pauze moest nemen, baarde al zorgen. Stevens was tussentijds vervangen door Vic Fuentes van Pierce the Veil, Craig Mabbitt van Escape the Fate, Brandon Bolmer van Chiodos en Cove Reber van Saosin. Uiteindelijk, op 30 november 2009, werd het uiteenvallen van de band voor januari 2010 aangekondigd na een afscheidstournee. De Amerikaanse rapper Mod Sun speelde op de afscheidstournee zowel als voorprogramma en als drummer van de band.
Op 21 oktober 2014 werd zanger Tyson Stevens op 29-jarige leeftijd dood aangetroffen. Zijn vriendin en moeder vertelden de politie dat heroïne verantwoordelijk was voor zijn dood, hoewel hij op het moment van overlijden als schoon werd beschouwd en er geen heroïne in huis werd gevonden.

## Discografie

### Singles
- 2005: The Only Medicine
- 2006: The City Sleeps In Flames
- 2006: My Darkest Hour
- 2007: Snake Devil
- 2007: The Deep End

### Albums
- 2003: After Dark (ep, eigen productie, in 2005 via Immortal Records opnieuw uitgebracht)
- 2005: The City Sleeps In Flames (album, Immortal Records)
- 2007: Scary Kids Scaring Kids (album, Immortal Records)